# ハサン (沿海地方)
ハサン（Khasan、ロシア語: Хасан）は、ロシア沿海地方ハサン地区の都市型集落（町）。人口469人（2023年調査）、1,187人（1989年調査）。
ハサンはロシアで北朝鮮と唯一国境を接し、中国とも国境を接している町である。ウラジオストクと羅先を結び平壌に至るバラノフスキー・ハサン鉄道が通っており、駅（ハサン駅）もある。国境付近には、豆満江、ハサン湖がある。地名は朝鮮語の「下山」に由来している。
ロシアと北朝鮮の間の国境である豆満江の川床は洪水が起きると時々変わる。領土問題に発展することを避けるため、2003年以来、護岸工事が行われている。ロシア側で接している町は、クラスキノ、ポシェト、ザルビノ、およびスラヴャンカ。